# Gimone
Gimone – rzeka we Francji, przepływająca przez tereny departamentów Pireneje Wysokie, Gers, Górna Garonna oraz Tarn i Garonna, o długości 136 km. Stanowi lewy dopływ rzeki Garonny.